# Segunda cúpula do BRIC

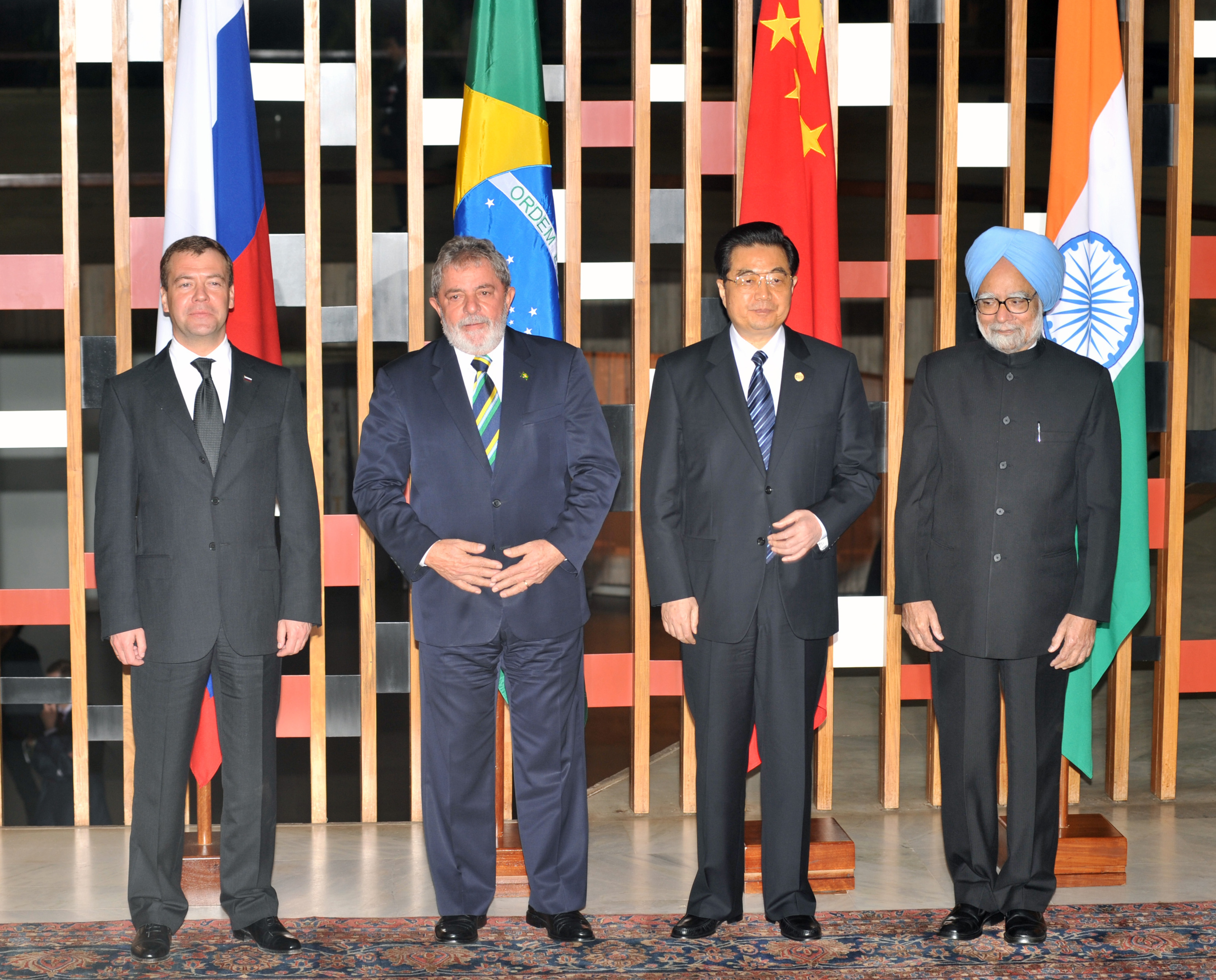
Chefes de Estado dos países do BRIC.

A segunda cúpula do BRIC(pt-BR) ou segunda cimeira BRIC(pt-PT?) foi realizada nos dias 15 e 16 de abril de 2010, na cidade de Brasília, Brasil. Os chefes de Estado dos quatro integrantes do grupo (Brasil, Rússia, Índia e República Popular da China) compareceram ao evento.
A China antecipou a realização da cúpula, que seria em 16 de abril, após o sismo ocorrido em Qinghai.
Um documento de cooperação técnica foi assinado entre o BNDES, do Brasil; o Banco de Desenvolvimento e Assuntos Econômicos Externos (Vnesheconombank), da Rússia; Banco de Desenvolvimento da China (CDB); e Banco Exim, da Índia. Na prática, uma empresa brasileira pode, por exemplo, fazer um projeto na China e receber financiamento do BNDES e do banco chinês.
Jim O'Neill, criador da sigla BRIC, considera que os resultados da cúpula evidenciam a necessidade de uma nova postura dos países ricos ao administrar a economia global, pois há uma pressão para a mudança na forma de gerenciamento do FMI, mas as mudanças significativas, causadas pelas diferenças dos modelos econômicos, são encaradas com ceticismo.

## Reunião preparatória

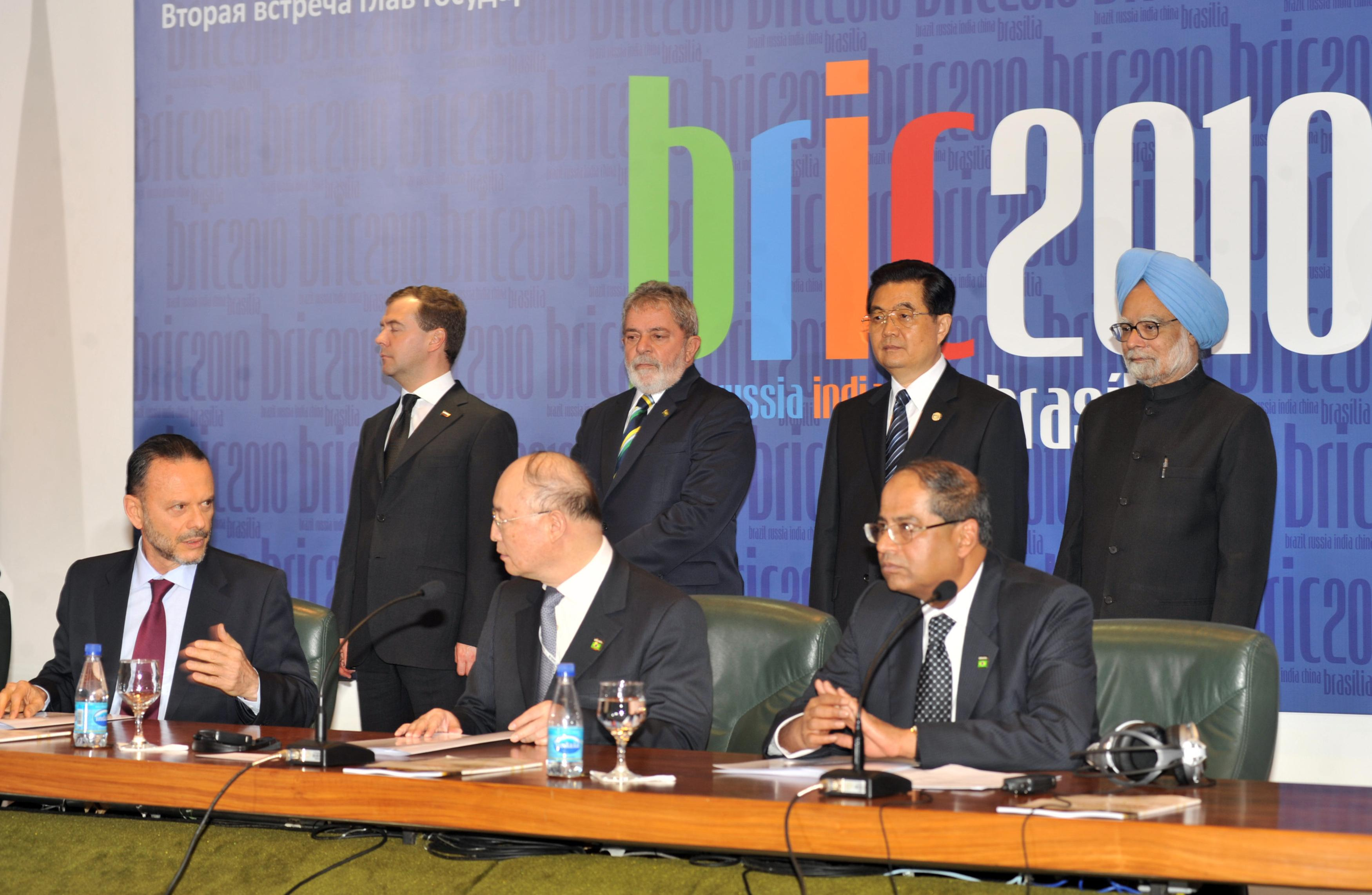
Os chefes de Estado dos países do BRIC, aguardam a assinatura do acordo entre os representantes dos respectivos bancos de desenvolvimento. Foto:José Cruz/ABr.

Uma reunião preparatória aconteceu no Rio de Janeiro no dia 14 de abril com a presença da África do Sul em simultânea ocorrência do Fórum IBAS, quando foram discutidos - pela primeira vez - oportunidades de negócios e investimentos para setores de energia, tecnologia da informação, infraestrutura e agronegócio.
A Rússia anunciou demandas para investimentos em rodovias e aeroportos; e o Brasil em ferrovias, aeroportos, hidrovias e estrutura urbana. A China sugeriu a troca de informações para a segurança alimentar, ou seja, um intercâmbio informativo para evitar grandes altas nos preços dos alimentos.
O presidente russo também elencou as cooperações multilaterais em energia nuclear, construção de aviões, exploração espacial e nanotecnologia como as mais promissoras  a partir do incremento do comércio negociado feito com moedas nacionais, o que de quebra garantiria o estreitamento de laços econômicos entre os países.
Antes do início da cúpula, o presidente russo, Dmitri Medvedev, defendeu o comércio bilateral com moedas nacionais, ou seja, sem a intermediação do dólar ou do euro, fato que seria abordado entre todos os países no dia seguinte. Alguns analistas defendem que esse tipo de comércio beneficiaria sobretudo a China que tradicionalmente manipula sua própria moeda para tornar seus produtos mais baratos e concorrer deslealmente com outros países. O Peterson Institute calcula que o iuan esteja 40,7% subvalorizado em relação ao dólar e o real valorizado em 15,7% em relação ao dólar, o que significa que o iuan está 50% subvalorizado em relação à moeda brasileira.

## Demanda energética
A cooperação energética é um dos assuntos em pauta da cúpula. Segundo dados da Agência Internacional de Energia, os países do Bric respondem por 58% do crescimento da demanda mundial por petróleo, sendo a maior parte respondida pela China.
No dia 15 de abril, após o encontro do presidente Lula com Hu Jintao, foi anunciado que uma pesquisa da Universidade Federal do Rio de Janeiro (UFRJ) sobre produção de biomassa da cana-de-açúcar terá a complementação de um estudo da Universidade de Tsinghua que estuda o cultivo de algas que possuem alto conteúdo de óleo. Complementares, os resultados desses trabalhos podem permitir o desenvolvimento de uma tecnologia inovadora para a produção de biodiesel.
Brasil e China estabeleceram um acordo de venda de 200 mil barris diários de petróleo. Também foi anunciado que as empresas LLX, do Brasil, e a estatal chinesa Wisco devem construir um complexo siderúrgico no Porto Açu, no Rio de Janeiro, tido por Lula como "o maior investimento chinês no Brasil e o maior da China, neste setor, no exterior".

## Objetivos
A declaração final da reunião de cúpula dos quatro países sugere que um novo sistema de votação no Banco Mundial, bem como a reforma do Fundo Monetário Internacional (FMI).
Durante o encontro, os líderes dos BRICs também assinaram um acordo de cooperação, com a finalidade de facilitar o financiamento de obras e projetos entre as nações. A iniciativa deve priorizar as áreas de energia e infraestrutura. Os bancos de desenvolvimento dos quatro países se comprometeram em analisar "conjuntamente" formas de incentivar a concessão de crédito entre os BRICs.

## Outros acordos entre Brasil e China
As promessas de negócios, embora vazias de datas e valores,  envolveram um leque inédito de temas na relação entre os dois países, como mecanismos de financiamentos e propriedade intelectual. As reuniões frequentes também foram propostas.
Durante  o encontro, um acordo de cooperação em ciência, tecnologia e inovação assinado em maio de 2009 pelos dois países poderá sair das intenções.
Além das parcerias energéticas, China e Brasil assinaram protocolos de requisitos fitossanitários para a exportação do Brasil para a China de carne bovina e folhas de tabaco. O desenvolvimento de satélites também esteve em pauta.

## Líderes

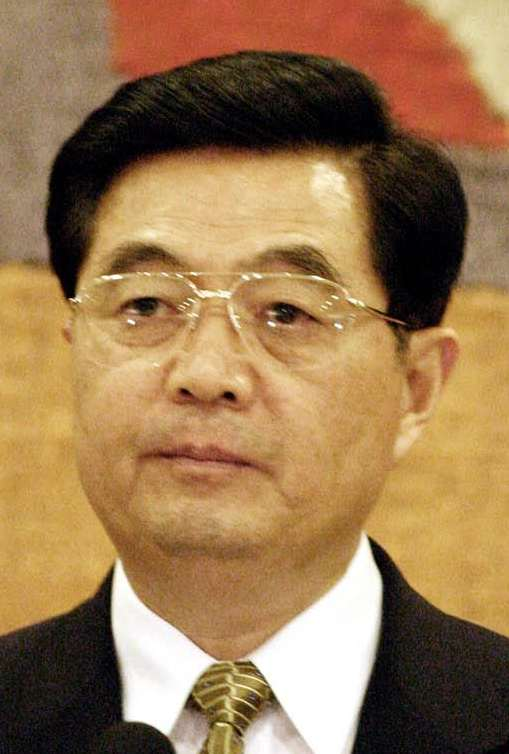
Hu Jintao, Presidente da China.
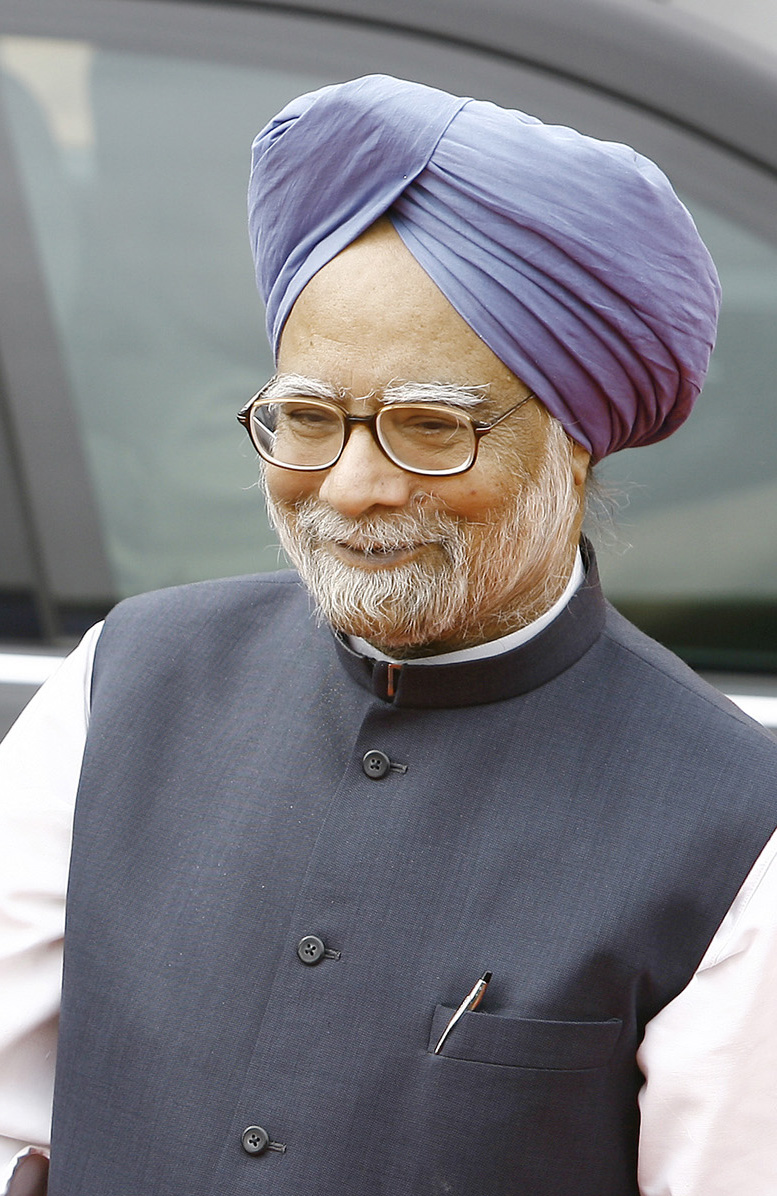
Manmohan Singh, Primeiro-ministro da Índia.
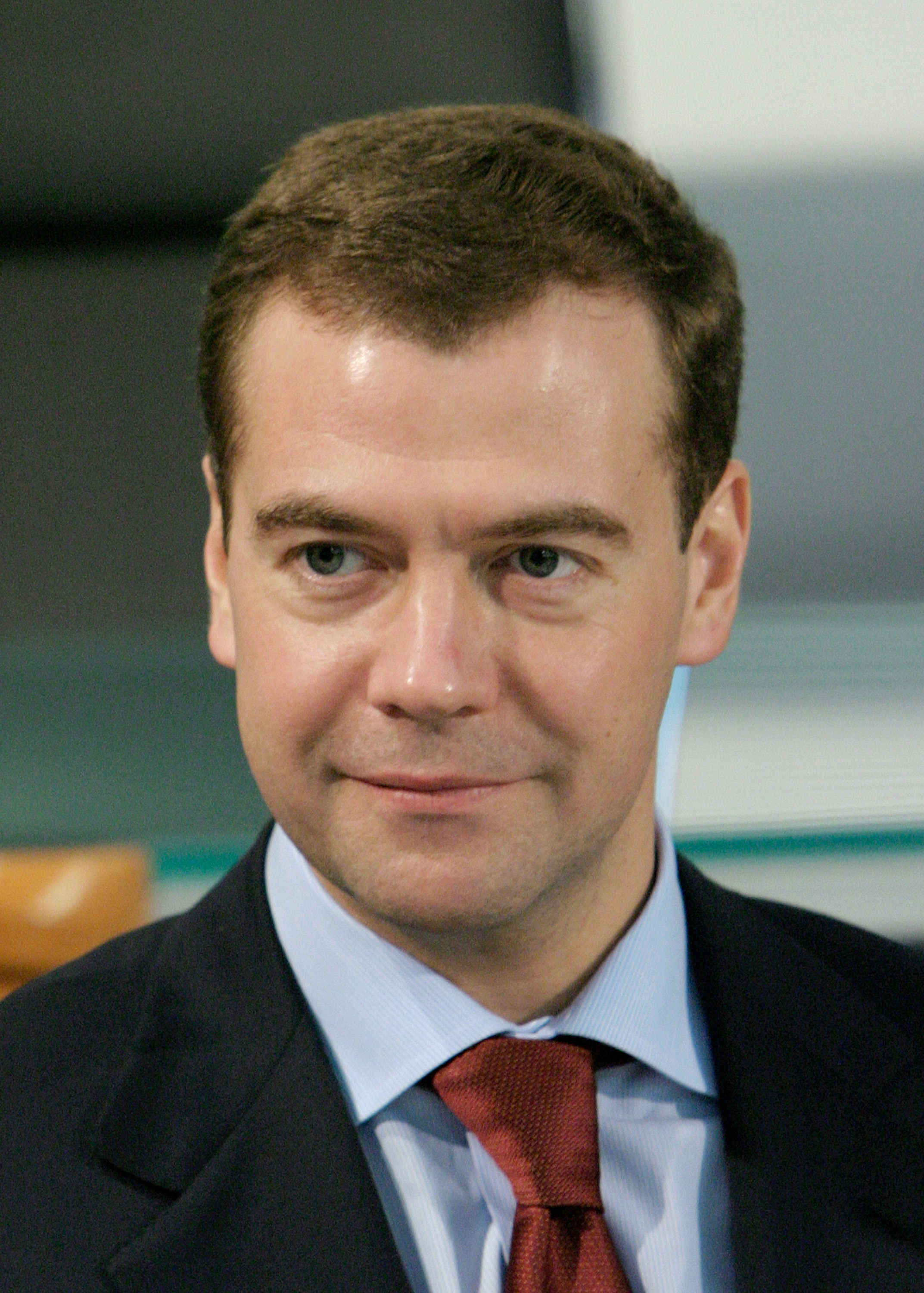
Dmitri Medvedev, Presidente da Rússia.

Chefes de delegações com encontros bilaterais:

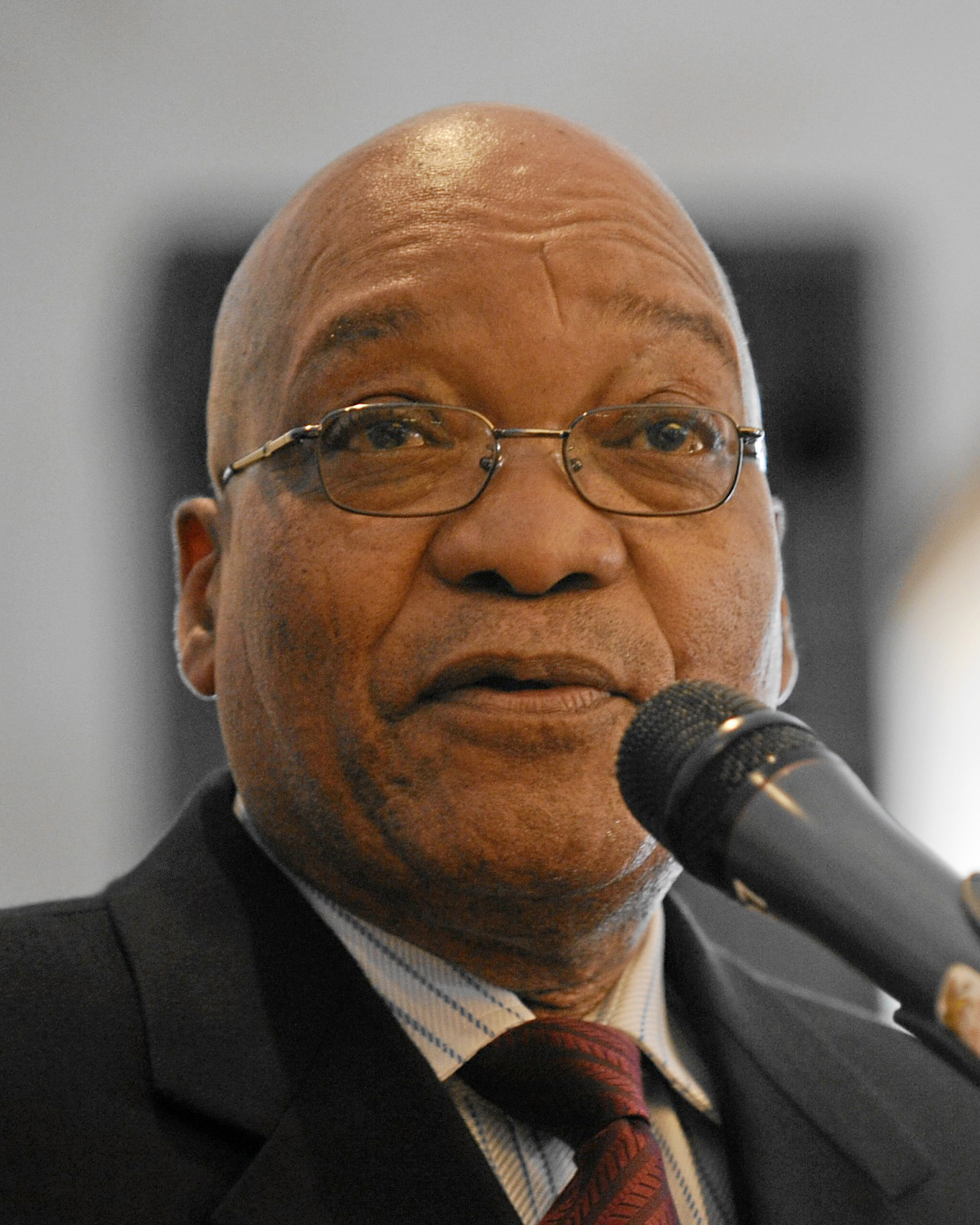
Jacob Zuma, Presidente da África do Sul.
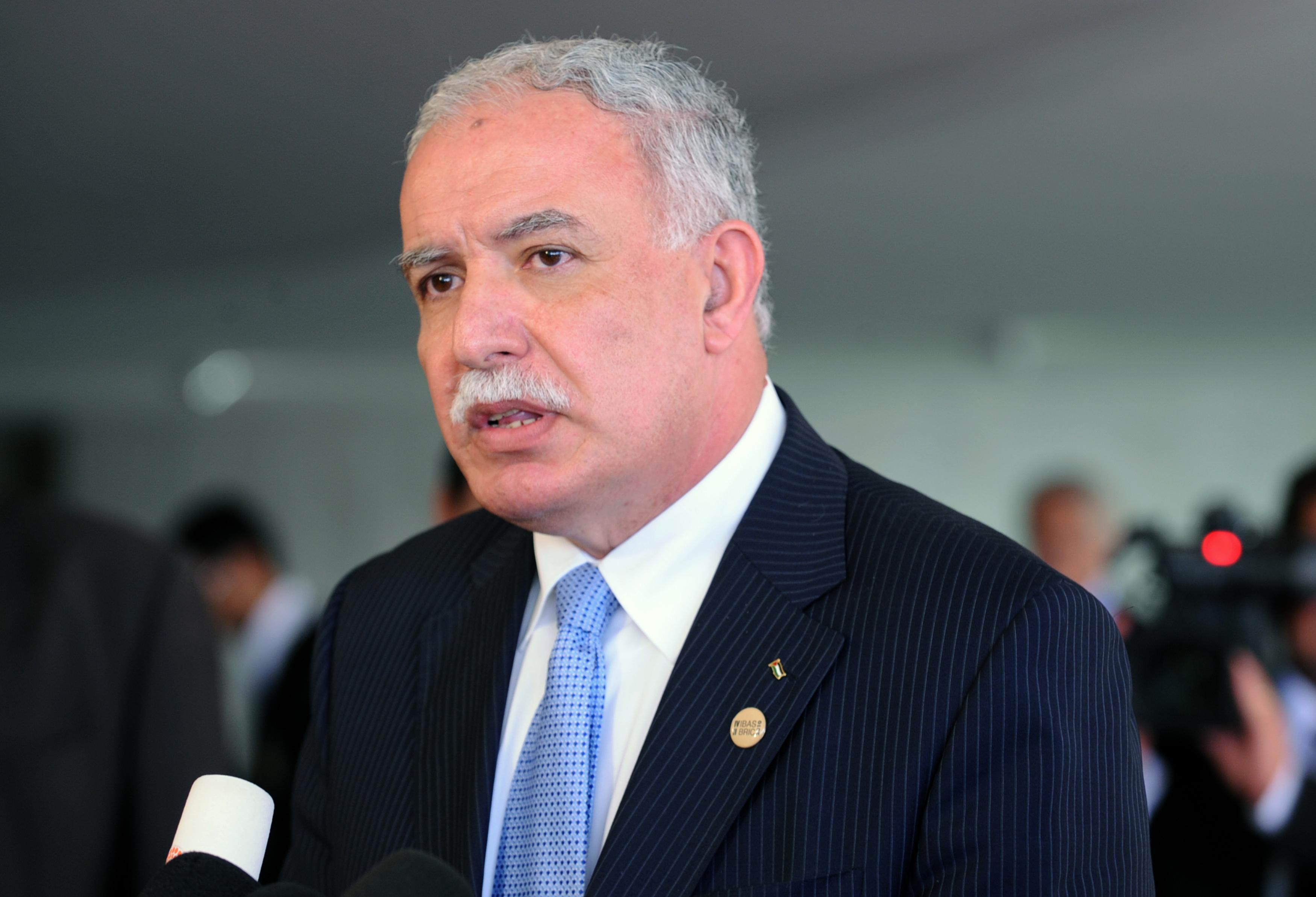
Riad Al-Malki, Ministro das Relações Exteriores da Autoridade Palestina.